# Rémi Garde
Rémi Garde (L'Arbresle, 3 de abril de 1966) é um treinador e ex-futebolista francês.

## Carreira

### Jogador
Revelado no Lyon, seria importante nas suas duas primeiras temporadas, tendo estado presente no acesso à primeira divisão na segunda. Após seis temporadas no clube, se transferiu para o Strasbourg, onde em sua segunda temporada conseguiu chegar com o clube à final da Copa da França, porém, perdendo o título. Posteriormente, assinaria com o Arsenal, onde passaria três temporadas, mas devido à sucessivas lesões, acabou anunciando o término da sua carreira.

### Técnico
Tendo sido assistente de Paul Le Guen e Gérard Houllier quando estes foram treinadores do Lyon e, posteriormente dirigente e treinador das categorias de base do clube, foi anunciado como novo treinador do Lyon em 22 de junho de 2011, firmando um contrato de uma temporada.

## Títulos

### Como jogador
Lyon
- Copa da França: 1988/89

Arsenal
- Copa da Inglaterra: 1997/98

### Como treinador
Lyon
- Copa da França: 2011/12
- Supercopa da França: 2012